# Krasnokumskoje
Krasnokumskoje (ros. Краснокумское) – wieś w Rosji, w Kraju Stawropolskim, w rejonie gieorgijewskim. W 2010 liczyła 17 137 mieszkańców.